# Mapania foxworthyi
Mapania foxworthyi là loài thực vật có hoa trong họ Cói. Loài này được Merr. mô tả khoa học đầu tiên năm 1916.